# 90-60-90, diario secreto de una adolescente
90-60-90, diario secreto de una adolescente es una serie de televisión española producida por Diagonal TV y estrenada el 7 de septiembre de 2009 en Antena 3.
Pese a sus bajos registros de audiencia, la cadena decidió mantener la serie hasta el final, emitiendo el último episodio el lunes 26 de octubre, y sin renovación para una segunda temporada.

## Sinopsis
90-60-90 narra la vida de Mel (Esmeralda Moya), una adolescente huérfana de padre y, por un accidente, también de madre. Junto a su amiga África (Ana Rujas), les saldrá la oportunidad de ser modelos para la agencia I-Deal, dirigida por Chantal (Assumpta Serna) y su esposo Abe (Eduardo Velasco). Adentrándose en los entresijos del mundo de la moda, conocerán a Bruno (Jesús Olmedo), que trabaja de fotógrafo en la agencia, divorciado de Mary Carmen (Fanny Gautier) y con una hija, Luz (Nadia de Santiago). Entre Mel y Bruno surgirá una relación sentimental fuera de lo común, ya que éste le dobla la edad a la joven.

## Elenco y personajes
- Jesús Olmedo como Bruno Varela (fotógrafo de I-Deal y padre de Luz).
- Fanny Gautier como Mary Carmen Galán (madre de Luz).
- Esmeralda Moya como Melania "Mel" Álvarez (hija de Eva, hermana de Julia, modelo de I-Deal y sobrina de Luigi).
- Ana Rujas como África Villalba Serrano (amiga de Mel, ex de Leo, modelo de I-Deal y novia de Alberto).
- Isak Ferriz como Domenico Maldini (booker de África y Mel).
- Jordi Ballester como Luigi Santos (tío de Mel y Júlia, hermano de Eva y novio de Norma).
- Eduardo Velasco como Abelardo "Abe" Mitre (excopropietario de I-Deal, exmarido de Chantal y hermano de Alberto).
- Assumpta Serna como Chantal Casares (directora de la agencia de modelos I-Deal).
- Nerea Garmendia como Silvia Comas (exmodelo de I-Deal).
- Álex Adróver como Alberto Gavilán Cortés (estilista y fotógrafo de I-Deal, hermano de Abe y novio de África).
- Carla Campra como Júlia Álvarez (hija de Eva, hermana de Mel y sobrina de Luigi).
- Marta Marco como Norma Carvajal (vecina de Eva y novia de Luigi).
- Nadia de Santiago como Luz Varela Galán (hija de Bruno y de Mary).
- Carmen Arévalo como Paloma (indigente y amiga de Júlia).
- Ana Gracia como Raquel Serrano (madre de África y exmujer de Antonio).
- Pablo Penedo como Lauro Bayo (maquillador de I-Deal).
- Adrián Marín como Dani Salcedo (antiguo amigo de Mel).
- María Reyes como Gema (modelo de I-Deal y amiga de Lauro).
- Alessandro Terranova como Leo (modelo de I-Deal y ex de África).
- Juanma Navas como Antonio Villalba (padre de África y exmarido de Raquel)
- Silvia Medina como Eva Álvarez † (madre de Mel y Júlia y hermana de Luigi).
- Karlos Klaumannsmoller como El encargado del super (Jefe de Mel en el supermercado).

## Episodios
| N.º | Título                | Fecha de emisión original | Audiencia | Cuota |
| --- | --------------------- | ------------------------- | --------- | ----- |
| 1   | «Mírame»              | 7 de septiembre de 2009   | 2 199 000 | 14,5% |
| 2   | «La sal de la tierra» | 14 de septiembre de 2009  | 1 984 000 | 13,2% |
| 3   | «Flores de hielo»     | 21 de septiembre de 2009  | 1 795 000 | 11,2% |
| 4   | «I-Realidad»          | 28 de septiembre de 2009  | 2 099 000 | 12,9% |
| 5   | «I-Nevitable»         | 5 de octubre de 2009      | 2 039 000 | 12,9% |
| 6   | «Apocalipsis»         | 12 de octubre de 2009     | 2 050 000 | 13,6% |
| 7   | «La terrible verdad»  | 19 de octubre de 2009     | 2 239 000 | 14,1% |
| 8   | «Angel de la guarda»  | 26 de octubre de 2009     | 2 297 000 | 15,7% |